# Alan Clare

Alan Clare mit Yehudi Menuhin (links) und Stéphane Grappelli (rechts)

Alan Clare (* 31. Mai 1921 in London als Alan George Jaycock; † 29. November 1993 ebenda) war ein britischer Jazz- und Unterhaltungsmusiker (Piano, Komposition).

## Leben und Wirken
Clare lernte ab seinem dritten Lebensjahr Klavier und begann mit 16 Jahren in Londoner Nachtclubs zu arbeiten, unter anderem mit Stéphane Grappelli, dann mit George Shearing und Sid Phillips. Nach Ableistung des Militärdienstes trat er zwischen 1948 und 1950 erneut mit Grappelli auf. Von 1950 bis 1956 war er Hausmusiker im Studio Club in London, wo er mit Lennie Bush und Grischa Farfel wirkte; daneben arbeitete er mit Kenny Baker, Harry Parry (1951), Harry Hayes (1955) und Jimmy Deuchar. Ab 1951 machte er Aufnahmen als Solist und Sideman, in Duos und als Leiter kleiner Gruppen. So entstand das Album Jazz Around the Clock, das 1958 bei Decca erschien; zu seinen Sidemen gehörten Tony Crombie, Lennie Bush, Tony Coe und Kenny Napper. Die meiste Zeit seiner Karriere gastierte er in exklusiven Londoner Nachtclubs. Weiterhin trat er regelmäßig im Fernsehen auf, vor allem mit dem Komiker Spike Milligan (Muses with Milligan, 1961), mit dem auch Platten entstanden. In den frühen 1970er Jahren machte er Aufnahmen mit Grappelli und Menuhin (Jalousie, HörZu Black Label 1973) und begleitete Adelaide Hall. Weiterhin war er als Barpianist in einer frühen Folge von Mit Schirm, Charme und Melone und als Akkordeonist in dem Film Rising Damp (1980) zu sehen und trat bis Anfang der 1990er Jahre in Nachtclubs auf. Er schrieb zudem die Musik für den Spielfilm Die sieben Schlüssel (Regie: Pat Jackson).

## Lexikalische Einträge
- John Chilton Who’s Who of British Jazz, Continuum International Publishing Group 2004, ISBN 0-8264-7234-6
- Digby Fairweather, Simon Adams & Barry Kernfeld: Clare [Jaycock], Alan (George) in: New Grove Dictionary of Jazz 2002 (Oxford Music Online)